# Калтасинська сільська рада
Калтаси́нська сільська рада (рос. Калтасинский сельский совет) — муніципальне утворення у складі Калтасинського району Башкортостану, Росія. Адміністративний центр — село Калтаси.

## Населення
Населення — 5098 осіб (2019, 5655 в 2010, 5949 в 2002).

## Склад
До складу поселення входять такі населені пункти:
| Населений пункт         | Населення, осіб (2002) | Населення, осіб (2010) |
| ----------------------- | ---------------------- | ---------------------- |
| Александровка, присілок | 122                    | 98                     |
| Калмаш, присілок        | 627                    | 503                    |
| Калтаси, село           | 4445                   | 4418                   |
| Новотокраново, присілок | 48                     | 43                     |
| Сауляшбаш, присілок     | 35                     | 21                     |
| Старі Калтаси, присілок | 616                    | 518                    |
| Ясна Поляна, присілок   | 56                     | 54                     |